# Libnotes notatinervis
Libnotes notatinervis är en tvåvingeart som beskrevs av Enrico Adelelmo Brunetti 1912. Libnotes notatinervis ingår i släktet Libnotes och familjen småharkrankar. Inga underarter finns listade i Catalogue of Life.